# ISBT 128
ISBT 128 è uno standard globale per l'identificazione, l'etichettatura e il trasferimento di informazioni di prodotti medici di origine umana (inclusi sangue, cellule, tessuti, latte umano ed organi) attraverso i confini internazionali e sistemi sanitari diversi.
Il gruppo di lavoro della International Society of Blood Transfusion (ISBT) sull'automazione e l'elaborazione dei dati è iniziato nei primi anni '90 e successivamente è stato affiancato dall'American Association of Blood Banks, dalla Croce Rossa Americana, dal Dipartimento della difesa degli Stati Uniti d'America e dalla Health Industry Manufacturers Association per lo sviluppo della simbologia che sarebbe diventata nota come lo standard internazionale ISBT 128.
L'acronimo ISBT è originato dall'importante ruolo svolto dall'International Society of Blood Transfusion nello sviluppo dello standard stesso. Oggi è inteso come International Standard for Blood and Transplant (Standard internazionale per sangue e trapianti). Il numero 128 riflette i 128 caratteri del set di caratteri ASCII a 7 bit utilizzato dallo standard.
L'International Council for Commonality in Blood Banking Automation è stato istituito nel 1995 come responsabile dell'implementazione e della gestione del nuovo standard.
La versione 1.0 della specifica tecnica standard ISBT 128 è stata pubblicata per la prima volta nel 1997 ed era concepita per sostituire il Codabar ABC e altri standard simili basati su Codabar in uso in quel momento nella medicina trasfusionale, con una simbologia a codici a barre più sicura che contenesse più informazioni. La versione corrente delle specifiche tecniche standard ISBT 128 è la versione 5.8.0.
Lo standard ISBT 128 fornisce le specifiche per molti degli elementi informativi richiesti nella trasfusione e nel trapianto. Contiene definizioni, tabelle di riferimento e strutture di dati. Sono inoltre definiti requisiti minimi per i meccanismi di consegna e l'etichettatura. Conformandosi a ISBT 128, le strutture di raccolta ed elaborazione possono fornire informazioni leggibili elettronicamente che possono essere lette da qualsiasi altro sistema conforme.
ISBT 128 specifica:
- Un sistema di numerazione delle donazioni che garantisce l'identificazione univoca a livello globale
- Le informazioni da trasferire, utilizzando le tabelle di riferimento concordate a livello internazionale
- Un database di riferimento internazionale di prodotti
- Le strutture di dati in cui sono inserite queste informazioni
- Un sistema di codice a barre per il trasferimento delle informazioni sull'etichetta del prodotto
- Un layout standard per l'etichetta del prodotto
- Un riferimento standard per l'uso nella messaggistica elettronica.